# Starbuck (filme)
Starbuck é um filme de comédia produzido no Canadá, dirigido por Ken Scott e lançado em 2011.